# Comuna Iurkivka, Stavîșce
Iurkivka (în ucraineană Юрківка) este o comună în raionul Stavîșce, regiunea Kiev, Ucraina, formată din satele Iurkivka (reședința) și Torciîțkîi Stepok.

## Demografie
Componența lingvistică a comunei Iurkivka
     Ucraineană (99,36%)
     Alte limbi (0,48%)
Conform recensământului din 2001, majoritatea populației comunei Iurkivka era vorbitoare de ucraineană (99,36%), existând în minoritate și vorbitori de alte limbi.